# John Masefield
John Edward Masefield [meiʹsfi:ld], född 1 juni 1878 i Ledbury, Herefordshire, död 12 maj 1967 i Abingdon, Berkshire, var en brittisk skald och författare som är främst känd för att ha skrivit dikterna Sjöfeber och Ett skepp kommer lastat samt barnböckerna Midnattsfolket och Tidskrinet. Han var från 1930 till 1967 en Poet Laureate.

## Biografi
John Masefield gick vid unga år till sjöss. Efter en tid i Amerika återvände han 1897 till London och var senare verksam som tidningsman och författare. Förtrogenheten med havet och främmande länder har satt stark prägel på Masefields författarskap. I många av hans dikter och romaner behandlade han med frisk poesi sjömanslivets äventyrlighet och tjusning. Masefield skrev även skådespel, litteraturkritik och sjökrigshistoria, bland annat Gallipoli (1916).